# Krinum
Krinum (lat. Crinum), rod trajnica iz porodice zvanikovki (Amaryllidaceae). Postoji 114 vrsta lukovičastih geofita u tropskim prtedjelima Amerike, Afrike i Azije, te u Australiji.
Tipična je C. americanum s juga SAD-a (od Teksasa do Atlantske obale), Meksika i zapadnih kariba (Jamajka, Kajmanski otoci

## Vrste
1. Crinum abyssinicum Hochst. ex A.Rich.
2. Crinum acaule Baker
3. Crinum album (Forssk.) Herb.
4. Crinum × amabile Donn ex Ker Gawl.
5. Crinum amazonicum Ravenna
6. Crinum americanum L.
7. Crinum amoenum Ker Gawl. ex Roxb.
8. Crinum amphibium Bjorå & Nordal
9. Crinum arenarium Herb.
10. Crinum asiaticum L.
11. Crinum aurantiacum Lehmiller
12. Crinum bakeri K.Schum.
13. Crinum balfourii Mast.
14. Crinum bambusetum Nordal & Sebsebe
15. Crinum belleymei Hérincq
16. Crinum biflorum Rottb.
17. Crinum binghamii Nordal & Kwembeya
18. Crinum brachynema Herb.
19. Crinum braunii Harms
20. Crinum brevilobatum McCue
21. Crinum bulbispermum (Burm.f.) Milne-Redh. & Schweick.
22. Crinum buphanoides Welw. ex Baker
23. Crinum calamistratum Bogner & Heine
24. Crinum campanulatum Herb.
25. Crinum carolo-schmidtii Dinter
26. Crinum crassicaule Baker
27. Crinum darienense Woodson
28. Crinum erubescens L.f. ex Aiton
29. Crinum erythrophyllum Carey ex Herb.
30. Crinum filifolium H.Perrier
31. Crinum fimbriatulum Baker
32. Crinum firmifolium Baker
33. Crinum flaccidum Herb.
34. Crinum forgetii C.H.Wright
35. Crinum giessii Lehmiller
36. Crinum gigas Nakai
37. Crinum glaucum A.Chev.
38. Crinum gracile G.Mey. ex C.Presl
39. Crinum graciliflorum Kunth & C.D.Bouché
40. Crinum graminicola I.Verd.
41. Crinum hanitrae Lehmiller & Sisk
42. Crinum hardyi Lehmiller
43. Crinum harmsii Baker
44. Crinum hildebrandtii Vatke
45. Crinum humile Herb.
46. Crinum jagus (J.Thomps.) Dandy
47. Crinum jasonii Bjorå & Nordal
48. Crinum joesmithii M.D.Barrett & R.L.Barrett
49. Crinum kakaduensis Lehmiller & Lykos
50. Crinum kirkii Baker
51. Crinum kunthianum M.Roem.
52. Crinum lakefieldensis Lehmiller, Lykos & R.Ham.
53. Crinum latifolium L.
54. Crinum lavrani Lehmiller
55. Crinum lineare L.f.
56. Crinum longitubum Pax
57. Crinum lorifolium Roxb.
58. Crinum lugardiae N.E.Br.
59. Crinum macowanii Baker
60. Crinum majakallense Baker
61. Crinum malabaricum Lekhak & S.R.Yadav
62. Crinum mauritianum G.Lodd.
63. Crinum mccoyi Lehmiller
64. Crinum minimum Milne-Redh.
65. Crinum modestum Baker
66. Crinum moorei Hook.f.
67. Crinum muelleri Lehmiller & Lykos
68. Crinum natans Baker
69. Crinum neroanum Lehmiller, Sisk & J.Zimmerman
70. Crinum nordaliae Mabb.
71. Crinum nubicum L.S.Hannibal
72. Crinum oliganthum Urb.
73. Crinum ornatum (Aiton) Herb.
74. Crinum paludosum I.Verd.
75. Crinum palustre Urb.
76. Crinum papillosum Nordal
77. Crinum parvibulbosum Dinter ex Overkott
78. Crinum parvum Baker
79. Crinum piliferum Nordal
80. Crinum politifolium R.Wahlstr.
81. Crinum pronkii Lehmiller
82. Crinum purpurascens Herb.
83. Crinum pusillum Herb.
84. Crinum rautanenianum Schinz
85. Crinum razafindratsiraea LehMill.
86. Crinum roperense Lehmiller & Lykos
87. Crinum rubromarginatum Lehmiller
88. Crinum salsum Ravenna
89. Crinum scillifolium A.Chev.
90. Crinum serrulatum Baker
91. Crinum solapurense S.P.Gaikwad, Garad & Gore
92. Crinum stapfianum Kraenzl.
93. Crinum stenophyllum Baker
94. Crinum stracheyi Baker
95. Crinum stuhlmannii Baker
96. Crinum subcernuum Baker
97. Crinum surinamense Ravenna
98. Crinum thaianum J.Schulze
99. Crinum trifidum Nordal
100. Crinum ugentii (Ochoa) Molinari
101. Crinum undulatum Hook.
102. Crinum uniflorum F.Muell.
103. Crinum variabile (Jacq.) Herb.
104. Crinum venosum R.Br.
105. Crinum verdoorniae Lehmiller
106. Crinum virgineum Mart. ex Schult. & Schult.f.
107. Crinum viviparum (Lam.) R.Ansari & V.J.Nair
108. Crinum walteri Overkott
109. Crinum wattii Baker
110. Crinum welwitschii Baker
111. Crinum wimbushi Worsley
112. Crinum woodrowii Baker ex W.Watson
113. Crinum xerophilum H.Perrier ex Lehmiller
114. Crinum yorkensis Lehmiller, Lykos & R.Ham.
115. Crinum zeylanicum (L.) L.